# B.J. Armstrong
Benjamin Roy Armstrong jr., detto B.J. (Detroit, 9 settembre 1967), è un ex cestista statunitense, professionista nella NBA.

## Carriera

### Chicago Bulls
Armstrong fu selezionato dai Chicago Bulls al primo giro del Draft NBA 1989 (18ª scelta assoluta). Nella sua prima stagione contribuì a fare raggiungere alla sua squadra le finali della Eastern Conference dopo avere vinto 55 partite nella stagione regolare
Nella stagione 1990–91 i Bulls conquistarono il loro primo titolo NBA battendo in finale i Los Angeles Lakers dopo avere vinto 61 partite nella stagione regolare. L’anno seguente Armstrong fu in doppia cifra come media punti, giocando come riserva del titolare John Paxson. Chicago vinse 67 partite nella stagione regolare e conquistò il suo secondo titolo. Nel 1993 Armstrong si assicurò il ruolo di titolare, contribuendo a un record di 57-25 e alla vittoria del terzo campionato consecutivo. Quell’anno guidò la lega in percentuale di realizzazione da tre punti con il 45,3% (63 su 139).
Nel 1994 Armstrong assunse maggiormente il ruolo di leader del club di Chicago dopo l’improvviso ritiro di Michael Jordan, terminando come terzo marcatore della squadra e venendo convocato come titolare per il suo unico All-Star Game  dopo essere terminato secondo nella lega in percentuale di realizzazione da tre punti (44,4%). Chicago ebbe un bilancio di 55-27 e fu eliminata nel secondo turno di playoff.
Nel 1995 Armstrong fu ancora il terzo marcatore dei Bulls, che ebbero un record di 47–35, con il rientrante Jordan, Scottie Pippen e Toni Kukoč che guidarono ancora la squadra sino al secondo turno di playoff.

### Golden State Warriors
Armstrong fu il primo giocatore scelto nell’Expansion Draft 1995 da parte dei Toronto Raptors ma rifiutò di aggregarsi alla squadra. Fu così scambiato con i Golden State Warriors per Carlos Rogers e altri quattro giocatori, rimanendo in California per due stagioni.

### Charlotte Hornets
Dopo quattro partite della stagione 1998, Armstrong fu acquisito dagli Charlotte Hornets per Tony Delk e Muggsy Bogues, giocando 62 partite quell’anno. L’anno seguente disputò 10 gare per gli Hornets prima di essere scambiato con i Los Angeles Lakers, assieme a J.R. Reid e Glen Rice, per Elden Campbell ed Eddie Jones. I Lakers svincolarono immediatamente Armstrong, che firmò con gli Orlando Magic nel mese di marzo.

### Orlando Magic
Armstrong giocò con gli Orlando Magic nella stagione NBA 1998–99.

### Ritorno a Chicago
Il 30 agosto 1999 Armstrong firmò per fare ritorno ai Bulls, con cui giocò nella stagione 1999-2000, dopo la quale si ritirò, chiudendo la carriera con la squadra che lo aveva scelto nel draft e con cui aveva disputato gli anni migliori.

### Nazionale
Con gli Stati Uniti Armstrong disputò le Universiadi di Zagabria 1987.

## Statistiche

### College
| Anno      | Squadra       | PG  | PT  | MP   | TC%  | 3P%  | TL%  | RP  | AP  | PRP | SP  | PP   |
| --------- | ------------- | --- | --- | ---- | ---- | ---- | ---- | --- | --- | --- | --- | ---- |
| 1985-1986 | Iowa Hawkeyes | 29  | 3   | 8,0  | 48,5 | -    | 90,5 | 0,6 | 1,4 | 0,3 | 0,0 | 2,9  |
| 1986-1987 | Iowa Hawkeyes | 35  | 35  | 28,4 | 51,9 | 51,9 | 79,4 | 2,5 | 4,2 | 1,4 | 0,0 | 12,4 |
| 1987-1988 | Iowa Hawkeyes | 34  | 34  | 30,1 | 48,2 | 45,3 | 84,9 | 2,2 | 4,6 | 1,8 | 0,0 | 17,4 |
| 1988-1989 | Iowa Hawkeyes | 32  | 31  | 31,7 | 48,4 | 39,7 | 83,3 | 2,5 | 5,4 | 1,8 | 0,2 | 18,6 |
| Carriera  | Carriera      | 130 | 103 | 25,1 | 49,2 | 44,3 | 83,1 | 2,0 | 4,0 | 1,4 | 0,1 | 13,1 |

### NBA

#### Regular Season
| Anno      | Squadra           | PG  | PT  | MP   | TC%  | 3P%  | TL%  | RP  | AP  | PRP | SP  | PP   |
| --------- | ----------------- | --- | --- | ---- | ---- | ---- | ---- | --- | --- | --- | --- | ---- |
| 1989-1990 | Chicago Bulls     | 81  | 0   | 15,9 | 48,5 | 50,0 | 88,5 | 1,3 | 2,5 | 0,6 | 0,1 | 5,6  |
| 1990-1991 | Chicago Bulls     | 82  | 0   | 21,1 | 48,1 | 50,0 | 87,4 | 1,8 | 3,7 | 0,9 | 0,0 | 8,8  |
| 1991-1992 | Chicago Bulls     | 82  | 3   | 22,9 | 48,1 | 40,2 | 80,6 | 1,8 | 3,2 | 0,6 | 0,1 | 9,9  |
| 1992-1993 | Chicago Bulls     | 82  | 74  | 30,4 | 49,9 | 45,3 | 86,1 | 1,8 | 4,0 | 0,8 | 0,1 | 12,3 |
| 1993-1994 | Chicago Bulls     | 82  | 82  | 33,8 | 47,6 | 44,4 | 85,5 | 2,1 | 3,9 | 1,0 | 0,1 | 14,8 |
| 1994-1995 | Chicago Bulls     | 82  | 82  | 31,4 | 46,8 | 42,7 | 88,4 | 2,3 | 3,0 | 1,0 | 0,1 | 14,0 |
| 1995-1996 | G.S. Warriors     | 82  | 64  | 27,6 | 46,8 | 47,3 | 83,9 | 2,2 | 4,9 | 0,8 | 0,1 | 12,3 |
| 1996-1997 | G.S. Warriors     | 49  | 17  | 20,8 | 45,3 | 27,8 | 86,1 | 1,5 | 2,6 | 0,5 | 0,0 | 7,9  |
| 1997-1998 | G.S. Warriors     | 4   | 0   | 14,8 | 31,6 | 0,0  | 71,4 | 1,8 | 1,5 | 1,0 | 0,0 | 4,3  |
| 1997-1998 | Charlotte Hornets | 62  | 0   | 12,5 | 51,0 | 26,5 | 86,0 | 1,1 | 2,3 | 0,4 | 0,0 | 3,9  |
| 1998-1999 | Charlotte Hornets | 10  | 1   | 17,8 | 48,8 | 75,0 | 90,0 | 1,6 | 2,7 | 0,3 | 0,0 | 5,7  |
| 1998-1999 | Orlando Magic     | 22  | 0   | 8,2  | 42,2 | 14,3 | 81,8 | 1,0 | 1,5 | 0,4 | 0,0 | 2,2  |
| 1999-2000 | Chicago Bulls     | 27  | 18  | 21,6 | 44,6 | 44,8 | 88,0 | 1,7 | 2,9 | 0,3 | 0,0 | 7,4  |
| Carriera  | Carriera          | 747 | 341 | 23,8 | 47,7 | 42,5 | 85,6 | 1,8 | 3,3 | 0,7 | 0,1 | 9,8  |

#### Playoffs
| Anno     | Squadra           | PG  | PT | MP   | TC%  | 3P%  | TL%  | RP  | AP  | PRP | SP  | PP   |
| -------- | ----------------- | --- | -- | ---- | ---- | ---- | ---- | --- | --- | --- | --- | ---- |
| 1990     | Chicago Bulls     | 16  | 0  | 13,6 | 33,9 | 0,0  | 91,7 | 1,3 | 1,8 | 0,6 | 0,0 | 4,0  |
| 1991     | Chicago Bulls     | 17  | 0  | 16,1 | 50,0 | 60,0 | 80,0 | 1,6 | 2,5 | 1,1 | 0,1 | 5,5  |
| 1992     | Chicago Bulls     | 22  | 0  | 19,7 | 45,3 | 29,4 | 78,9 | 1,1 | 2,1 | 0,6 | 0,0 | 7,3  |
| 1993     | Chicago Bulls     | 19  | 19 | 33,8 | 52,4 | 51,2 | 90,9 | 1,5 | 3,3 | 1,0 | 0,1 | 11,4 |
| 1994     | Chicago Bulls     | 10  | 10 | 36,0 | 51,9 | 58,3 | 81,8 | 2,4 | 2,5 | 0,8 | 0,0 | 15,3 |
| 1995     | Chicago Bulls     | 10  | 10 | 28,8 | 45,6 | 44,8 | 81,8 | 1,8 | 2,7 | 0,6 | 0,0 | 10,3 |
| 1998     | Charlotte Hornets | 9   | 0  | 16,2 | 38,1 | 40,0 | 75,0 | 1,1 | 2,0 | 0,7 | 0,0 | 4,1  |
| 1999     | Orlando Magic     | 2   | 0  | 1,5  | 0,0  | -    | -    | 0,0 | 0,5 | 0,0 | 0,0 | 0,0  |
| Carriera | Carriera          | 105 | 39 | 22,5 | 47,1 | 45,1 | 83,2 | 1,4 | 2,4 | 0,8 | 0,0 | 7,9  |

## Palmarès
- Campionato NBA: 3

Chicago Bulls: 1991, 1992, 1993
- NBA All-Star (1994)